# Сергеј Брин
Сергеј Михајлович Брин (рус. Сергей Михайлович Брин, енгл. Sergey Brin; Москва, 21. август 1973) је интернет предузимач.
Рођен у Русији, Брин је студирао рачунарство и математику пре него што је Ларијем Пејџом основао Гугл (енгл. Google). Брин је технолошки директор у Гуглу и процењује се да располаже са отприлике 16,6 милијарди америчких долара, што га чини 26. најбогатијом особом на свету. А заједно са Ларијем Пејџом је 9. најбогатија особа у САД.
Брин је био председник Гуглове матичне компаније, Алфабет Инк, све до повлачења са те улоге 3. децембра 2019. године.. Он и Пејџ остају у Алфабету као саоснивачи, контролни акционари, чланови одбора и запослени. Од августа 2022, Брин је 7. најбогатија особа на свету, са процењеном нето вредношћу од 100 милијарди долара.
Брин је емигрирао у Сједињене Државе са својом породицом из Совјетског Савеза са шест година. Дипломирао је на Универзитету Мериленд, Колеџ Парк, пратећи стопе свог оца и деде студирајући математику, али и рачунарство. Након дипломирања, уписао се на Универзитет Станфорд да би стекао докторат из рачунарских наука. Тамо је упознао Пејџа, са којим је направио веб претраживач. Програм је постао популаран на Станфорду, а они су обуставили своје докторске студије да би покренули Гугл у гаражи Сузан Војчицки у Менло Парку.

## Детињство и образовање
Брин је рођен у Москви у јеврејској породици, као син Михаила и Јевгеније Брин. Родитељи су му дипломирали математику на Московском државном универзитету. Када му је било 6 година, породица му се преселила у САД. Брин је основну школу завршио у градићу Аделфи у Мериленду, али су га и родитељи такође подучавали. Његов отац је био професор на катедри за математику на Универзитету Мериленд и свом сину је усадио интересовање за математику. Његова мајка је била истраживач у Насином Годардовом центру за свемирске летове. У септембру 1990. након што је завршио средњу школу Елеонора Рузвелт у Гринбелту, Брин се уписао на Универзитет у Мериленду да би студирао рачунарство и математику. Дипломирао је у мају 1993.
Након дипломирања на Мериленду, Брин је добио стипендију Националне фондације за науку, која му је омогућила мастер студије из рачунарства на Станфорду.

## Развој претраживача
Током оријентације за нове студенте на Станфорду, упознао је Ларија Пејџа. Чинило се да се њих двоје не слажу око већине тема, али након што су се дружили неко време „постали су интелектуалне сродне душе и блиски пријатељи“. Бринов фокус је био на развоју система за рударење података, док је Пејџ био на проширењу „концепта закључивања важности истраживачког рада на основу његових цитата у другим радовима“. Заједно су написали рад под насловом „Анатомија хипертекстуалног веб претраживача великих размера“.
Да би конвертовали податке о повратним везама које је прикупио BackRub веб претраживач у меру важности за дату веб страницу, Брин и Пејџ су развили алгоритам PageRank и схватили да се он може користити за прављење претраживача далеко супериорнијег од оних који су постојали у то време. Нови алгоритам се ослањао на нову врсту технологије која је анализирала релевантност повратних веза које повезују једну веб страницу са другом и омогућавала је да број веза и њихов ранг одреди ранг странице. Комбинујући своје идеје, почели су да користе Пејџову спаваоницу као машинску лабораторију и извлачили резервне делове из јефтиних рачунара да би направили уређај који су користили да повежу нови претраживач са Стенфордовом широкопојасном кампус мрежом.
Након што су Пејџову собу напунили опремом, онда су Бринову собу у студентском дому претворили у канцеларију и програмски центар, где су тестирали своје нове дизајне претраживача на вебу. Брзи раст њиховог пројекта довео је до проблема са рачунарском инфраструктуром Станфорда.
Пејџ и Брин су користили Пејџове рудиментарне вештине HTML програмирања да би поставили једноставну корисничку страницу за претрагу, пошто нису имали програмера веб страница који би креирао било шта визуелно разрађено. Такође су почели да користе било који рачунарски део који су могли да пронађу да сакупе неопходну рачунарску снагу за руковање претрагама више корисника. Како је њихов претраживач растао у популарности међу корисницима Станфорда, били су му потребни додатни сервери за обраду упита. У августу 1996. почетна верзија Гугла је стављена на располагање на веб локацији Станфорда.
Почетком 1997, BackRub страница је описала стање на следећи начин:
Неке грубе статистике (од 29. августа 1996.)
Укупно индексираних HTML url-ова: 75,2306 милиона
Укупан преузет садржај: 207,022 гигабајта
...
BackRub је написан на Јави и Пајтону и ради на неколико Сaн Ултри и Интел Пентиума који користе Линукс. Примарна база података се чува на Сaн Ултра серији II са 28 GB диска. Скот Хасан и Алан Стеремберг су пружили веома велику количину талентоване помоћ при имплементацији. Сергеј Брин је такође био веома ангажован и заслужује велику захвалност.
- Лари Пејџ pagecs.stanford.edu
BackRub је већ показивао рудиментарне функције и карактеристике претраживача: унет је унос упита и давао је листу повратних веза рангираних по важности. Пејџ се присетио: „Схватили смо да имамо алатку за упите. То вам је дало добар општи ранг страница и редослед страница за праћење.“ Пејџ је рекао да су средином 1998. коначно схватили даљи потенцијал свог пројекта: „Ускоро смо имали 10.000 претрага дневно. И закључили смо, можда је ово стварно реално.”
Неки су упоредили Пејџову и Бринову визију са утицајем Јоханеса Гутенберга, проналазача модерне штампе:
Јоханес Гутенберг је 1440. године упознао Европу са механичком штампарском пресом, штампајући Библије за масовну употребу. Технологија је омогућила да се књиге и рукописи‍, првобитно реплицирани ручно, штампају много већом брзином, чиме се ширило знање и помагало настанку европске ренесанса ... Гугл је урадио сличан посао.
Поређење су забележили и аутори „Гуглове приче“: „Још од Гутенберга ... ниједан нови изум није оснажио појединце и трансформисао приступ информацијама, тако дубоко као Гугл.“ Такође, недуго након што су њих двоје „формулисали свој нови механизам за веб претрагу, почели су да размишљају о информацијама које су у то време биле ван мреже“, као што су дигитализација књига и ширење здравствених информација.

## Други интереси
У јуну 2008. Брин је уложио 4,5 милиона долара у Space Adventures, компанију за свемирски туризам са седиштем у Вирџинији.
Брин и Пејџ заједно поседују прилагођени Боинг 767-200 и Дасо/Дорниер Алфа Џет, и плаћају 1,3 милиона долара годишње за њихов смештај заједно са два авиона Галфстрим V у власништву Гуглових руководилаца на Савезном аеродрому Мофет. NASA је поставила научну опрему у авионе како би омогућила прикупљање експерименталних података током лета.